# 巴特拉姆高原
83°6′S 160°6′E / 83.100°S 160.100°E
巴特拉姆高原（英語：Bartrum Plateau），是南極洲的高原，位於奧次地，長20公里、寬11公里，屬於伊麗莎白女王嶺的一部分，以新西蘭探險隊命名，現時由南極條約體系管理。